# Vujnovići
Vujnovići su naselje u Hrvatskoj u sastavu Grada Vrbovskog. Nalaze se u Primorsko-goranskoj županiji.

## Zemljopis
Sjeveroistočno su Hajdine, Stubica i Tuk, Vrbovsko je sjeverno i istočno, istočno je obala rijeke Dobre, jugoistočno su ušće rijeke Kamačnika u Dobru i rječica Kamačnik i Hambarište, sjeverozapadno su Jablan i Poljana.

## Stanovništvo
| broj stanovnika | 432   | 528   | 255   | 247   | 247   | 190   | 152   | 161   | 72    | 81    | 100   | 92    | 86    | 83    | 54    | 41    | 32    |
|                 | 1857. | 1869. | 1880. | 1890. | 1900. | 1910. | 1921. | 1931. | 1948. | 1953. | 1961. | 1971. | 1981. | 1991. | 2001. | 2011. | 2021. |